# Control (filme de 2004)
Control (br: Control, pt: Control) é um filme estadunidense de 2004, do gênero suspense e filme policial , dirigido por Tim Hunter (Juventude Assassina).

## Sinopse
Um criminoso psicopata altamente perigoso, Lee Ray (Ray Liotta), está prestes a ser executado por injeção letal. Quando a sentença está pra ser cumprida, uma chance de continuar vivo é oferecida a ele pelo Dr. Copeland (Willem Dafoe). Para isto, ele terá que se submeter a um tratamento experimental que deverá curar seu gênio assassino.
A droga ministrada vai fazendo efeito, causando a Lee Ray, remorsos pelo que fez às suas vítimas e povoando seu sono com pesadelos dos horríveis crimes cometidos. Na 2ª fase da experiência, ele é transferido para um apartamento sempre sob severa vigilância. Mas o Dr. Copeland não previa que o efeito causado pela droga o faria procurar os parentes das vítimas para expiar seus pecados. Perseguido novamente pela polícia e não tendo a compreensão dos parentes de suas vítimas, Lee Ray fica acuado. Mas algo mais grave está prestes a acontecer: o efeito do medicamento está terminando, podendo trazer à tona o psicótico assassino adormecido.

## Elenco
- Ray Liotta .... Lee Ray Oliver
- Willem Dafoe .... Dr. Michael Copeland
- Michelle Rodriguez .... Teresa
- Stephen Rea ....  Dr. Arlo Penner
- Polly Walker .... Barbara Copeland